# طرح کاهش آلودگی کربن
طرح کاهش آلودگی کربن (یا CPRS) یک طرح تجاری برای گازهای گلخانه‌ای ناشی از فعالیت‌های انسانی بود که توسط دولت راد، به عنوان بخشی از سیاست تغییرات اقلیمی آن، پیشنهاد شد و قرار بود در سال ۲۰۱۰ در استرالیا آغاز شود. این امر نشان‌دهندهٔ تغییر عمده‌ای در سیاست انرژی استرالیا بود. تدوین این سیاست در آوریل ۲۰۰۷ آغاز شد، زمانی که حزب کارگر فدرال در اپوزیسیون بود و شش ایالت تحت کنترل حزب کارگر، بررسی مستقلی در مورد سیاست‌های انرژی، به نام «بررسی تغییرات اقلیمی گارنوت» را آغاز کردند که تعدادی گزارش منتشر کرد. پس از پیروزی حزب کارگر در انتخابات فدرال ۲۰۰۷ و تشکیل دولت، این حزب یک «گزارش سبز» در مورد تغییرات اقلیمی برای بحث و اظهار نظر منتشر کرد. سپس خزانه‌داری فدرال برخی از تأثیرات مالی و اقتصادی طرح پیشنهادی CPRS را مدل‌سازی کرد.
دولت راد در ۱۵ دسامبر ۲۰۰۸ آخرین گزارش رسمی خود را منتشر کرد و اعلام کرد که قرار است این قانون در ژوئیه ۲۰۱۰ به اجرا درآید؛ اما قانون مربوط به حزب کمونیست (CPRS) (معروف به ETS) نتوانست آرای لازم را در سنا به دست آورد و دو بار رد شد که منجر به انتخابات انحلال دوگانه شد. یک بحث سیاسی تلخ در درون ائتلاف اپوزیسیون باعث شد که مالکوم ترنبول، رهبر اپوزیسیون، رهبری را به تونی ابوت، از حزب کمونیست استرالیا، که مخالف حزب کمونیست است، واگذار کند. دولت راد انتخابات را اعلام نکرد و در آوریل ۲۰۱۰، راد برنامه‌های مربوط به حزب کمونیست را به تعویق انداخت.
پس از انتخابات فدرال ۲۰۱۰، دولت گیلارد توانست سازوکار قیمت‌گذاری کربن را به عنوان بخشی از بسته آتی انرژی پاک (CEF) در سال ۲۰۱۱ به قانون تبدیل کند و از اول ژوئیه ۲۰۱۲ لازم‌الاجرا شد. با این حال، پس از انتخابات فدرال ۲۰۱۳، تغییری در دولت رخ داد و دولت ابوت در ۱۷ ژوئیه ۲۰۱۴ بسته CEF را لغو کرد با توجه به عدم قطعیت زیاد در سیاست‌گذاری پیرامون این طرح، سازمان‌ها در استرالیا به شیوه‌ای نسبتاً غیررسمی و بی‌رمق واکنش نشان دادند و تا حد زیادی از انجام هرگونه سرمایه‌گذاری کلان در فناوری کاهش انتشار گازهای گلخانه‌ای در طول اجرای طرح خودداری کردند.

## تاریخچه
در سال انتخابات ۲۰۰۷، هم دولت ائتلافی به رهبری لیبرال‌ها و هم حزب مخالف کارگر قول دادند که تجارت کربن را آغاز کنند. راد، رهبر مخالفان، در ۳۰ آوریل ۲۰۰۷ دستور بررسی تغییرات اقلیمی گارنوت را صادر کرد، در حالی که نخست‌وزیر جان هاوارد طرح خود را برای طرح تجارت کربن در ۴ ژوئن ۲۰۰۷، پس از گزارش نهایی گروه ویژه نخست‌وزیری در مورد تجارت انتشار گازهای گلخانه‌ای، اعلام کرد. حزب کارگر در انتخابات ۲۴ نوامبر ۲۰۰۷ پیروز شد.

## کاغذ سبز
پیش‌نویس گزارش گارنوت، که در ۴ ژوئیه ۲۰۰۸ منتشر شد، تنها یکی از ورودی‌های فراوان به فرایند سیاست‌گذاری بود. دولت کارگر همچنین در ۱۶ ژوئیه ۲۰۰۸ «گزارش سبز» را منتشر کرد که طرح مورد نظر برای طرح تجارت کربن را شرح می‌داد.
طرح کاهش آلودگی کربن، یک رویکرد مبتنی بر بازار برای آلودگی گازهای گلخانه‌ای بود که قرار بود در سال ۲۰۱۰ اجرا شود (وزارت تغییرات اقلیمی، ۲۰۰۸، ۹). دغدغه اصلی دولت استرالیا، طراحی صحیح چنین طرحی بود، به طوری که مکمل چارچوب سیاست اقتصادی یکپارچه باشد و با استراتژی تجاری دولت سازگار باشد (وزارت تغییرات اقلیمی، ۲۰۰۸، ۱۰).
هدف طرح کاهش آلودگی کربن، دستیابی به اهداف کاهش انتشار گازهای گلخانه‌ای استرالیا به انعطاف‌پذیرترین و مقرون‌به‌صرفه‌ترین روش؛ حمایت از یک واکنش جهانی مؤثر به تغییرات اقلیمی؛ و ارائه کمک‌های انتقالی به خانوارها و شرکت‌هایی بود که بیشترین آسیب را دیده‌اند (وزارت تغییرات اقلیمی، ۲۰۰۸، ۱۴).
اساس طرح کاهش آلودگی کربن، یک سیستم محدودیت و مبادله بود و راهی برای محدود کردن آلودگی گازهای گلخانه‌ای و همچنین ایجاد انگیزه برای افراد و مشاغل جهت کاهش انتشار گازهای گلخانه‌ای بود (وزارت تغییرات اقلیمی، ۲۰۰۸، ۱۱). دولت استرالیا می‌توانست برای انتشار کربن، سقفی تعیین کند که با اهداف بلندمدت کاهش انتشار کربن استرالیا به میزان ۶۰ درصد در مقایسه با سطح سال ۲۰۰۰ تا سال ۲۰۵۰ سازگار باشد (وزارت تغییرات اقلیمی، ۲۰۰۸، ۱۱).
دو عنصر قطعی در طرح محدودیت انتشار و تجارت وجود داشت: خود محدودیت انتشار و توانایی تجارت (وزارت تغییرات اقلیمی، ۲۰۰۸، ۱۲). این سقف، محدودیتی است که طرح کاهش آلودگی کربن برای انتشار گازهای گلخانه‌ای وضع کرده است. هدف این سیستم دستیابی به نتیجه زیست‌محیطی کاهش انتشار گازهای گلخانه‌ای است، ایده این است که محدود کردن انتشار گازهای گلخانه‌ای، قیمتی برای کربن ایجاد می‌کند و توانایی تجارت تضمین می‌کند که انتشار گازهای گلخانه‌ای با کمترین قیمت ممکن کاهش یابد. تعیین محدودیت به این معنی است که حق انتشار گازهای گلخانه‌ای کمیاب می‌شود و کمیابی مستلزم هزینه است. طرح کاهش آلودگی کربن می‌توانست به‌طور سیستماتیک در کل اقتصاد ، قیمت کربن را تعیین کند (وزارت تغییرات اقلیمی، ۲۰۰۸، ۱۳).
بخش‌های «تحت پوشش»، منابع انتشار گازهای گلخانه‌ای هستند که مشمول محدودیت انتشار می‌شوند، که در طرح کاهش آلودگی کربن (وزارت تغییرات اقلیمی، ۲۰۰۸، ۱۲) مشخص شده‌اند. پس از تعیین سقف، دولت مجوزهایی معادل با آن سقف صادر می‌کرد. در سند سبز مثالی زده شده است: «اگر قرار باشد سقف انتشار گازهای گلخانه‌ای در یک سال خاص به ۱۰۰ میلیون تن CO2-e محدود شود، ۱۰۰ میلیون «مجوز» در آن سال صادر خواهد شد» (۲۰۰۸، ۱۲). برای هر تُن انتشار گازهای گلخانه‌ای، یک منبع انتشار گازهای گلخانه‌ای ملزم به اخذ و ارائه مجوز بوده است (وزارت تغییرات اقلیمی، ۲۰۰۸، ۱۲). انتظار می‌رفت حدود هزار شرکت از این طرح تعهداتی داشته باشند.
قیمت انتشار گازهای گلخانه‌ای، هزینه کالاها و خدماتی را که بیشترین میزان انتشار گازهای گلخانه‌ای را دارند، افزایش می‌دهد. این بدان معناست که تغییری در قیمت کالاها و خدمات در سراسر اقتصاد ایجاد خواهد شد که نشان دهنده میزان انتشار گازهای گلخانه‌ای توسط آن کالا یا خدمات است؛ بنابراین، این امر به کسب‌وکارها و مصرف‌کنندگان انگیزه می‌دهد تا از فناوری‌های کم‌آلاینده استفاده و در آنها سرمایه‌گذاری کنند.
دومین عنصر اساسی طرح سقف و معامله، قابلیت معامله است. از آنجایی که مجوزهای آلودگی کربن قابل معامله خواهند بود، قیمت مجوزها توسط بازار تعیین خواهد شد ایده اصلی پشت این بخش از طرح این است که شرکتی که بتواند کاهش انتشار گازهای گلخانه‌ای را ارزان‌تر از قیمت مجوز انجام دهد، این کار را انجام خواهد داد و اگر هزینه کاهش انتشار گازهای گلخانه‌ای برای یک شرکت از هزینه مجوزها بیشتر باشد، هزینه مجوزها را پرداخت خواهد کرد. شرکت‌ها با تجارت بین خود، با کمترین هزینه برای اقتصاد، به سقف طرح دست می‌یابند.
این محدودیت تنها در صورتی به اهداف زیست‌محیطی مورد نظر دست می‌یابد که اجرا شود. این بدان معناست که شرکت‌های مسئول انتشار گازهای گلخانه‌ای تحت پوشش طرح کاهش آلودگی کربن باید میزان انتشار گازهای گلخانه‌ای خود را رصد کرده و آنها را به‌طور دقیق به دولت گزارش دهند (وزارت تغییرات اقلیمی، ۲۰۰۸، ۱۲). داده‌های انتشار گزارش‌شده باید پایش و تأیید شوند.

## کتابشناسی
- "Carbon Pollution Reduction Scheme Green Paper" (PDF). Department of Climate Change. 16 July 2008. Retrieved 20 July 2011.
- "Carbon Pollution Reduction Scheme: Australia's Low Pollution Future (The White Paper)". Department of Climate Change. 15 December 2008. Archived from the original on 27 July 2009. Retrieved 30 July 2011.